# Challenger Antofagasta 2024 - Doppio
Il doppio del torneo di tennis professionistico Challenger Antofagasta 2024, facente parte della categoria Challenger 100 nell'ambito dell'ATP Challenger Tour 2024, si è giocato dal 23 al 29 settembre a Antofagasta, in Cile. Tra le coppie partecipanti erano presenti Boris Arias e Federico Zeballos, i detentori del titolo ma sono stati eliminati al primo turno.
In finale Mateus Alves e Matías Soto hanno sconfitto Leonardo Aboian e Valerio Aboian con il punteggio di 6–1, 6–4.

## Teste di serie
1. Orlando Luz /  Marcelo Zormann (semifinale)
2. Boris Arias /  Federico Zeballos (primo turno)
3. Guillermo Durán /  Mariano Kestelboim (ritirati)

1. Scott Duncan /  Hunter Reese (primo turno)
2. Mateus Alves /  Matías Soto (campioni)

## Wildcard
1. Ignacio Becerra /  Daniel Antonio Núñez (primo turno)

1. Anders Matta /  Felipe Meligeni Alves (primo turno, ritirati)

## Alternate
1. Leonardo Aboian /  Valerio Aboian (finale)
2. Luciano Emanuel Ambrogi /  Benjamin Zuñiga García (quarti di finale)

1. Breno Braga /  Victor Braga (quarti di finale)

## Tabellone

### Legenda
| - Q = Qualificato - WC = Wild card - LL = Lucky loser | - ALT = Alternate - SE = Special Exempt - PR = Protected Ranking | - w/o = Walkover - r = Ritirato - d = Squalificato |

|  | Primo turno | Primo turno                    | Primo turno                    | Primo turno                | Primo turno |  |  | Quarti di finale | Quarti di finale           | Quarti di finale           | Quarti di finale         | Quarti di finale |   |      | Semifinali | Semifinali                     | Semifinali                     | Semifinali               | Semifinali               |   |   | Finale | Finale | Finale | Finale | Finale |  |
|  |             |                                |                                |                            |             |  |  |                  |                            |                            |                          |                  |   |      |            |                                |                                |                          |                          |   |   |        |        |        |        |        |  |
|  | 1           | O Luz M Zormann                | O Luz M Zormann                | 6                          | 6           |  |  |                  |                            |                            |                          |                  |   |      |            |                                |                                |                          |                          |   |   |        |        |        |        |        |  |
|  | WC          | I Becerra DA Núñez             | I Becerra DA Núñez             | 2                          | 3           |  |  | 1                | O Luz M Zormann            | 6                          | 2                        | [10]             |   |      |            |                                |                                |                          |                          |   |   |        |        |        |        |        |  |
|  |             | G Heide JL Reis da Silva       | G Heide JL Reis da Silva       | 7                          | 6           |  |  |                  | G Heide JL Reis da Silva   | 3                          | 6                        | [4]              |   |      |            |                                |                                |                          |                          |   |   |        |        |        |        |        |  |
|  |             | L Britto PA Saraiva Dos Santos | L Britto PA Saraiva Dos Santos | 5                          | 2           |  |  |                  |                            |                            |                          |                  |   |      | 1          | O Luz M Zormann                | 6                              | 5                        | [7]                      |   |   |        |        |        |        |        |  |
|  | 4           | S Duncan H Reese               | 3                              | 6                          | [8]         |  |  |                  |                            | Alt                        | L Aboian V Aboian        | 3                | 7 | [10] |            |                                |                                |                          |                          |   |   |        |        |        |        |        |  |
|  |             | Á Guillén Meza D Vallejo       | 6                              | 4                          | [10]        |  |  |                  | Á Guillén Meza D Vallejo   | Á Guillén Meza D Vallejo   | Á Guillén Meza D Vallejo |                  |   |      |            |                                |                                |                          |                          |   |   |        |        |        |        |        |  |
|  | Alt         | L Aboian V Aboian              | L Aboian V Aboian              | 6                          | 6           |  |  | Alt              | L Aboian V Aboian          | L Aboian V Aboian          | L Aboian V Aboian        | w/O              |   |      |            |                                |                                |                          |                          |   |   |        |        |        |        |        |  |
|  |             | A Collarini JP Ficovich        | A Collarini JP Ficovich        | 1                          | 4           |  |  |                  |                            |                            |                          |                  |   |      | Alt        | Leonardo Aboian Valerio Aboian | Leonardo Aboian Valerio Aboian | 1                        | 4                        |   |   |        |        |        |        |        |  |
|  | WC          | A Matta F Meligeni Alves       | A Matta F Meligeni Alves       | A Matta F Meligeni Alves   |             |  |  |                  |                            |                            |                          |                  |   |      |            |                                | 5                              | Mateus Alves Matías Soto | Mateus Alves Matías Soto | 6 | 6 |        |        |        |        |        |  |
|  | Alt         | LE Ambrogi B Zuñiga García     | LE Ambrogi B Zuñiga García     | LE Ambrogi B Zuñiga García | w/o         |  |  | Alt              | LE Ambrogi B Zuñiga García | LE Ambrogi B Zuñiga García | 1                        | 2                |   |      |            |                                |                                |                          |                          |   |   |        |        |        |        |        |  |
|  |             | F Mena F Roncadelli            | 65                             | 6                          | [5]         |  |  | 5                | M Alves M Soto             | M Alves M Soto             | 6                        | 6                |   |      |            |                                |                                |                          |                          |   |   |        |        |        |        |        |  |
|  | 5           | M Alves M Soto                 | 7                              | 4                          | [10]        |  |  |                  |                            |                            |                          |                  |   |      | 5          | M Alves M Soto                 | 4                              | 6                        | [10]                     |   |   |        |        |        |        |        |  |
|  | Alt         | B Braga V Braga                | B Braga V Braga                | B Braga V Braga            | w/o         |  |  |                  |                            |                            | E Couacaud J de Jong     | 6                | 4 | [6]  |            |                                |                                |                          |                          |   |   |        |        |        |        |        |  |
|  |             | H Dellien M Dellien            | H Dellien M Dellien            | H Dellien M Dellien        |             |  |  | Alt              | B Braga V Braga            | B Braga V Braga            | 3                        | 2                |   |      |            |                                |                                |                          |                          |   |   |        |        |        |        |        |  |
|  |             | E Couacaud J de Jong           | E Couacaud J de Jong           | 6                          | 6           |  |  |                  | E Couacaud J de Jong       | E Couacaud J de Jong       | 6                        | 6                |   |      |            |                                |                                |                          |                          |   |   |        |        |        |        |        |  |
|  | 2           | B Arias F Zeballos             | B Arias F Zeballos             | 3                          | 4           |  |  |                  |                            |                            |                          |                  |   |      |            |                                |                                |                          |                          |   |   |        |        |        |        |        |  |